# Busseola microsticta
Busseola microsticta là một loài bướm đêm trong họ Noctuidae.